# Solenopsis moesta
Solenopsis moesta é uma espécie de formiga do gênero Solenopsis, pertencente à subfamília Myrmicinae.